# Station Sechserben
Station Sechserben was een halte in de Poolse plaats Kałki, gemeente Srokowo, aan de smalspoorlijn in het voormalige Oost-Pruisen van Barten (na 1945: Barciany in Polen) naar Nordenburg (na 1945: Krylowo in Rusland). De in 1917 geopende lijn van de Rastenburger Kleinbahnen is na de Tweede Wereldoorlog afgebroken.

## Bron
- (pl)  Srokowo,op: website "Poolse Nationale Spoorweg database"